# Royale Union Saint-Gilloise

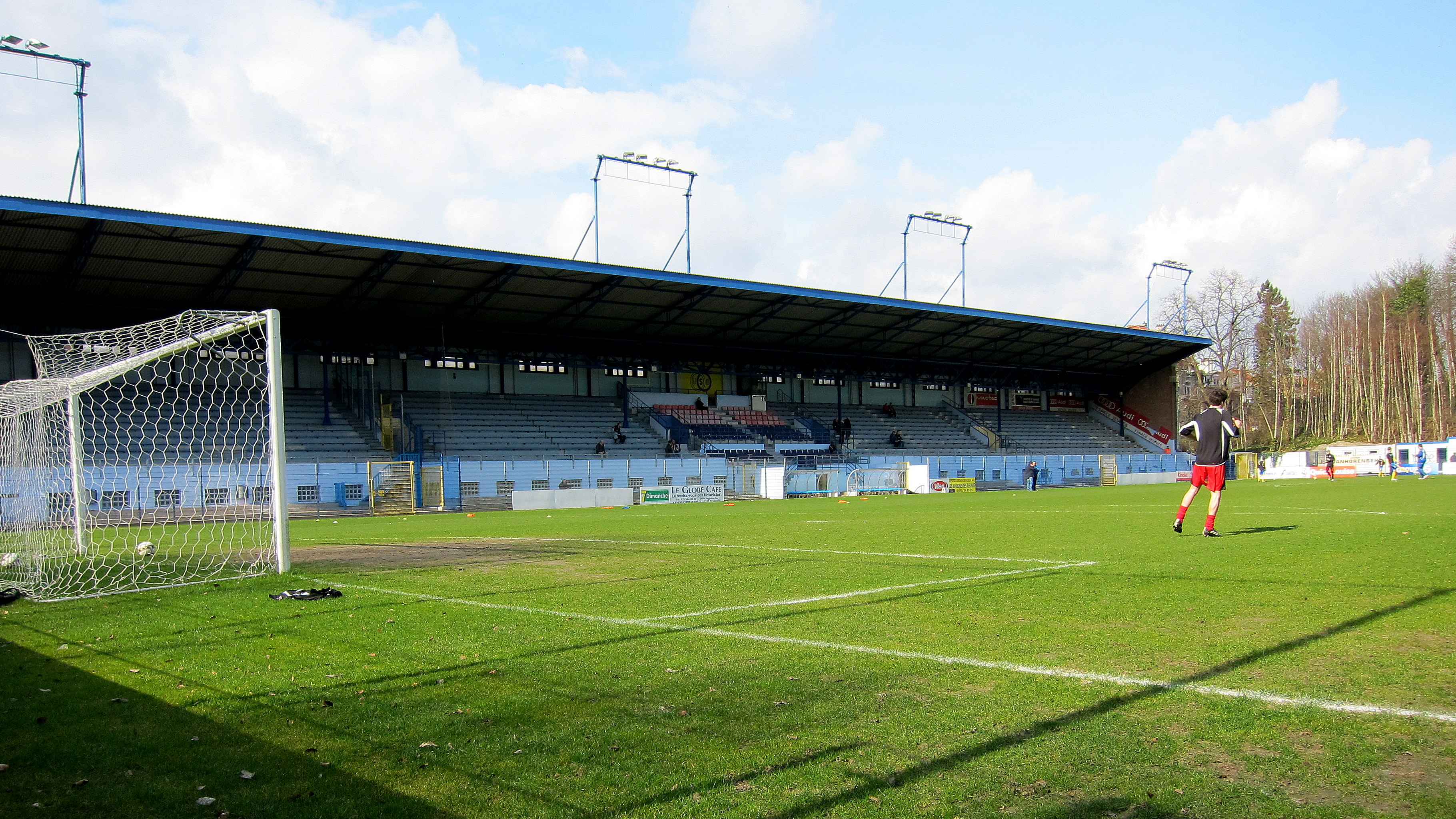
Stade Joseph Marien, estadio del club.

El Royale Union Saint-Gilloise es un club de fútbol de Bélgica, del municipio de Forest, aunque debe su nombre al municipio cercano de Saint-Gilles en la Región de Bruselas-Capital. Actualmente compite en la Jupiler Pro League (primera división belga).
Se fundó el 1 de noviembre de 1897 y es uno de los equipos de mayor tradición e historia del fútbol belga. Posee 12 títulos de la liga, 3 copas y 1 Supercopa de Bélgica (la mayoría de ellos antes de la Segunda Guerra Mundial), lo que lo llevó a convertirse en el club más exitoso del país hasta entonces.

## Historia
El club fue fundado en 1897 y en 1901 ingresa en la máxima categoría donde en 1904 obtiene el primero de sus títulos como Campeón de Bélgica. Entre 1901 y 1936 el equipo tendría su máxima gloria logrando el título en once oportunidades y el subcampeonato otras 8 veces.
Entre el 8 de enero de 1933 y el 10 de febrero de 1935, la Unión Saint-Gilloise logra la impresionante marca de 60 partidos oficiales sin conocer la derrota (44 victorias y 16 empates), siendo el equipo apodado en esos años como el Union 60.
Después de la Segunda Guerra Mundial el club decayó en su rendimiento, teniendo un breve período de éxito en Europa en 1958, jugando la Copa Europea de Ferias, llegando a disputar las semifinales en la edición 1958-60 ante el Birmingham City después de haber vencido en cuartos de final a la AS Roma.
En 1963, el club desciende a Segunda división, regresa en 1964 para volver a descender en 1965, la temporada 1972-73 vería al club por última vez en la máxima categoría, llegando incluso a descender en 1980 a la tercera división por vez primera en su historia.
Desde ahí el club entraría en decadencia llegando incluso a jugar el cuarto nivel nacional del fútbol belga en la 1981/82. En dos años, Unión pasó de Segunda a Cuarta División. Tras dos temporadas en Cuarta División, ascendió en 1983 y en 1984 volvió a ascender a Segunda División. En 1984, el nombre del club pasó a ser Royale Union Saint-Gilloise. Sin embargo, Unión volvería pronto a Tercera División, donde seguiría jugando durante las próximas décadas, salvo algunas temporadas en Segunda División. Desde 2004 el club ha vuelto a jugar en la 2ª división, el club luchó para evitar el descenso en las dos primeras temporadas. La temporada 2006/07 tuvo un comienzo excelente, pero luego fue cuesta abajo. El entrenador Joe Tshupula Kande fue despedido y Alex Czerniatynski se hizo cargo.
En mayo de 2007, el presidente Enrico Bove renunció junto con varios otros miembros de la junta directiva. El club descendió a Tercera división en 2008.
En 2010, Enrico Bove regresó como presidente y atrajo varios patrocinadores italianos. Unión se mantuvo en Tercera división y lo pasó mal para mantenerse. En la 2012/13, la serie B en la que jugó Union tuvo 19 equipos excepcionalmente, lo que significó que habría tres descensos directos. Unión terminó 17º, en puesto de descenso. Sin embargo, debido a una transferencia irregular de patrimonio del KVK Tienen, ese club fue descendido a Cuarta división por la asociación de fútbol al final de la temporada y Unión pudo jugar un play-off por la permanencia. Union ganó 1-0 al RFC de Liège y mantuvo la categoría. La temporada siguiente, el club lo hizo notablemente mejor con un sexto lugar y tras un tercer puesto en 2015 el club ascendió a la Segunda división, ya que los números uno y dos de la liga no solicitaron una licencia para la categoría profesional.
En el verano de 2018, Tony Bloom se convirtió en el nuevo propietario del club. El británico, que hizo su fortuna con el póker, es también propietario y presidente del club de fútbol inglés Brighton & Hove Albion FC. Cuando fue presentado, expresó la ambición de ascender a Primera división con Unión lo antes posible. El 27 de septiembre de 2018, Union eliminó al Anderlecht en la Copa de Bélgica. El partido de dieciseiavos de final terminó 0-3 después de tres goles de Youssoufou Niakaté. Después de eliminar en octavos al Knokke FC, Unión jugó los cuartos de final contra KRC Genk, el líder de Primera en ese momento. Después de la prórroga, se mantuvo el marcador 2-2. En penalties, Unión derrotó al Genk 4-3. Unión alcanzó las semifinales en las que perdió ante KV Malinas.  En 2019, el club continuó mejorando en Segunda y en la temporada 2020-21 quedó campeón con 18 puntos de diferencia sobre el segundo. Después de 48 años, Unión volvía a la Primera después de ganar el partido decisivo contra RWDM el 13 de marzo de 2021.
En la temporada 2021-22 quedó campeón de la fase regular. En la eliminatoria por el título de liga acabaría segundo por detrás del Club Brujas, clasificándose así para la fase previa de la Liga de campeones de la UEFA, de la que es eliminado y pasa a disputar la Liga Europa, llegando a cuartos de final.
En la temporada 2023-24 disputa la Liga Europa Conferencia tras caer en su ronda de la Liga Europa. El 28 de febrero de 2024 consigue  vencer en semifinales al Club Brugge por 2-0 y clasificarse a la Final de la Copa Belga por primera vez en 110 años. Disputa la final contra el Royal Antwerp y se proclama campeón por 1-0 con gol de Machida. 
En la temporada 2024/25, el club no tuvo un buen arranque de liga bajo la dirección de otro entrenador nuevo, Sébastien Pocognoli, y pasó mucho tiempo en la mitad inferior de la clasificación. Sin embargo, los resultados mejoraron y terminó tercero en la temporada regular, que ganó el Racing Genk. Por lo tanto, el Genk y el Club Brugge eran los favoritos al título, pero a diferencia del año anterior, el Union no flaqueó en el play-off por el título. Ganaron a sus cinco oponentes y luego empataron contra el Club Brugge, lo que los colocó en la cima de la tabla después del colapso total del Racing Genk. En la última jornada, se aseguró el título con una victoria por 3-1 sobre el KAA Gent. Este es el duodécimo título en la historia del club, el primero en 90 años. Los 28 de 30 puntos logrados en el play-off es un récord. 

## Temporada a temporada
| Temporadas | Temporadas | Temporadas | Temporadas | Temporadas | Temporadas | Temporadas    | Temporadas | Temporadas | Temporadas |
| Temporada  | División   | División   | División   | División   | División   | Denominación  | Puntos     | Observaciones |            |
|            | I          | I          | II         | III        | IV         |               |            | |            |
| ---------- | ---------- | ---------- | ---------- | ---------- | ---------- | ------------- | ---------- | --- | ---------- |
| 1898/99    |            |            | 6          |            |            | Segunda Brab. | 3          | |            |
| 1899/00    |            |            | 3          |            |            | Segunda Brab. | 30         | |            |
| 1900/01    |            |            | 1          |            |            | Segunda       | 15         | ganó los play-offs después de ganar la serie B de Brabante                                                                     |            |
| 1901/02    | 3          | 3          |            |            |            | Primera       | 4          | tras ganar en División de Honor B (17 puntos en 8 partidos)                                                                    |            |
| 1902/03    | 3          | 3          |            |            |            | Primera       | 6          | tras ganar en División de Honor B (12 puntos en 8 partidos)                                                                    |            |
| 1903/04    | 1          | 1          |            |            |            | Primera       | 12         | tras ganar la División de Honor A (22 puntos en 12 partidos)                                                                   |            |
| 1904/05    | 1          | 1          |            |            |            | Primera       | 35         | |            |
| 1905/06    | 1          | 1          |            |            |            | Primera       | 33         | |            |
| 1906/07    | 1          | 1          |            |            |            | Primera       | 34         | |            |
| 1907/08    | 2          | 2          |            |            |            | Primera       | 30         | |            |
| 1908/09    | 1          | 1          |            |            |            | Primera       | 41         | |            |
| 1909/10    | 1          | 1          |            |            |            | Primera       | 38         | después del partido contra el FC Brugge (victoria 1-0)                                                                         |            |
| 1910/11    | 4          | 4          |            |            |            | Primera       | 27         | |            |
| 1911/12    | 2          | 2          |            |            |            | Primera       | 36         | |            |
| 1912/13    | 1          | 1          |            |            |            | Primera       | 38         | después del partido contra el Daring Club de Bruxelles (victoria 2-0)                                                          |            |
| 1913/14    | 2          | 2          |            |            |            | Primera       | 33         | |            |
| 1914/15    |            |            |            |            |            |               |            | guerra |            |
| 1915/16    |            |            |            |            |            |               |            | guerra |            |
| 1916/17    |            |            |            |            |            |               |            | guerra |            |
| 1917/18    |            |            |            |            |            |               |            | guerra |            |
| 1918/19    |            |            |            |            |            |               |            | guerra |            |
| 1919/20    | 2          | 2          |            |            |            | Primera       | 32         | |            |
| 1920/21    | 2          | 2          |            |            |            | Primera       | 31         | |            |
| 1921/22    | 2          | 2          |            |            |            | Primera       | 39         | desempate del título perdido ante Beerschot AC (2-0)                                                                           |            |
| 1922/23    | 1          | 1          |            |            |            | Primera       | 42         | |            |
| 1923/24    | 2          | 2          |            |            |            | Primera       | 37         | |            |
| 1924/25    | 3          | 3          |            |            |            | Primera       | 32         | |            |
| 1925/26    | 4          | 4          |            |            |            | Primera       | 32         | |            |
| 1926/27    | 6          | 6          |            |            |            | Primera       | 27         | |            |
| 1927/28    | 8          | 8          |            |            |            | Primera       | 23         | |            |
| 1928/29    | 11         | 11         |            |            |            | Primera       | 23         | |            |
| 1929/30    | 8          | 8          |            |            |            | Primera       | 26         | |            |
| 1930/31    | 12         | 12         |            |            |            | Primera       | 19         | |            |
| 1931/32    | 3          | 3          |            |            |            | Primera       | 29         | |            |
| 1932/33    | 1          | 1          |            |            |            | Primera       | 43         | |            |
| 1933/34    | 1          | 1          |            |            |            | Primera       | 43         | |            |
| 1934/35    | 1          | 1          |            |            |            | Primera       | 45         | |            |
| 1935/36    | 3          | 3          |            |            |            | Primera       | 32         | |            |
| 1936/37    | 3          | 3          |            |            |            | Primera       | 36         | |            |
| 1937/38    | 3          | 3          |            |            |            | Primera       | 31         | |            |
| 1938/39    | 6          | 6          |            |            |            | Primera       | 24         | |            |
| 1939/40    |            |            |            |            |            | Primera       |            | guerra, la competición no terminó                                                                                              |            |
| 1940/41    | 8          | 8          |            |            |            | Primera       | 7          | competición especial de emergencia durante la guerra con dos series regionales                                                 |            |
| 1941/42    | 9          | 9          |            |            |            | Primera       | 23         | |            |
| 1942/43    | 11         | 11         |            |            |            | Primera       | 24         | |            |
| 1943/44    | 7          | 7          |            |            |            | Primera       | 30         | |            |
| 1944/45    |            |            |            |            |            | Primera       |            | guerra, la competición no terminó                                                                                              |            |
| 1945/46    | 8          | 8          |            |            |            | Primera       | 37         | |            |
| 1946/47    | 13         | 13         |            |            |            | Primera       | 32         | |            |
| 1947/48    | 10         | 10         |            |            |            | Primera       | 29         | |            |
| 1948/49    | 16         | 16         |            |            |            | Primera       | 20         | |            |
| 1949/50    |            |            | 2          |            |            | Segunda A     | 42         | |            |
| 1950/51    |            |            | 1          |            |            | Segunda A     | 52         | |            |
| 1951/52    | 4          | 4          |            |            |            | Primera       | 38         | |            |
| 1952/53    | 8          | 8          |            |            |            | Primera       | 30         | |            |
| 1953/54    | 14         | 14         |            |            |            | Primera       | 27         | |            |
| 1954/55    | 4          | 4          |            |            |            | Primera       | 33         | |            |
| 1955/56    | 3          | 3          |            |            |            | Primera       | 37         | |            |
| 1956/57    | 9          | 9          |            |            |            | Primera       | 30         | |            |
| 1957/58    | 6          | 6          |            |            |            | Primera       | 32         | |            |
| 1958/59    | 9          | 9          |            |            |            | Primera       | 30         | |            |
| 1959/60    | 6          | 6          |            |            |            | Primera       | 32         | |            |
| 1960/61    | 14         | 14         |            |            |            | Primera       | 23         | |            |
| 1961/62    | 10         | 10         |            |            |            | Primera       | 26         | |            |
| 1962/63    | 15         | 15         |            |            |            | Primera       | 24         | |            |
| 1963/64    |            |            | 1          |            |            | Segunda       | 46         | |            |
| 1964/65    | 15         | 15         |            |            |            | Primera       | 22         | |            |
| 1965/66    |            |            | 6          |            |            | Segunda       | 34         | |            |
| 1966/67    |            |            | 11         |            |            | Segunda       | 26         | |            |
| 1967/68    |            |            | 2          |            |            | Segunda       | 40         | |            |
| 1968/69    | 12         | 12         |            |            |            | Primera       | 25         | |            |
| 1969/70    | 14         | 14         |            |            |            | Primera       | 22         | |            |
| 1970/71    | 10         | 10         |            |            |            | Primera       | 25         | |            |
| 1971/72    | 9          | 9          |            |            |            | Primera       | 28         | |            |
| 1972/73    | 15         | 15         |            |            |            | Primera       | 19         | |            |
| 1973/74    |            |            | 13         |            |            | Segunda       | 26         | |            |
| 1974/75    |            |            | 15         |            |            | Segunda       | 18         | |            |
| 1975/76    |            |            |            | 1          |            | Tercera A     | 50         | |            |
| 1976/77    |            |            | 4          |            |            | Segunda       | 35         | 3º en ronda final con 4 puntos                                                                                                 |            |
| 1977/78    |            |            | 10         |            |            | Segunda       | 27         | |            |
| 1978/79    |            |            | 14         |            |            | Segunda       | 23         | |            |
| 1979/80    |            |            | 15         |            |            | Segunda       | 23         | |            |
| 1980/81    |            |            |            | 15         |            | Tercera A     | 20         | |            |
| 1981/82    |            |            |            |            | 4          | Cuarta B      | 38         | |            |
| 1982/83    |            |            |            |            | 1          | Cuarta B      | 49         | |            |
| 1983/84    |            |            |            | 1          |            | Tercera A     | 44         | |            |
| 1984/85    |            |            | 9          |            |            | Segunda       | 28         | |            |
| 1985/86    |            |            | 15         |            |            | Segunda       | 24         | |            |
| 1986/87    |            |            |            | 5          |            | Tercera A     | 33         | |            |
| 1987/88    |            |            |            | 9          |            | Tercera A     | 29         | |            |
| 1988/89    |            |            |            | 11         |            | Tercera A     | 28         | |            |
| 1989/90    |            |            |            | 6          |            | Tercera A     | 33         | |            |
| 1990/91    |            |            |            | 8          |            | Tercera A     | 30         | |            |
| 1991/91    |            |            |            | 6          |            | Tercera A     | 32         | |            |
| 1992/93    |            |            |            | 15         |            | Tercera A     | 21         | no descendió a pesar del penúltimo puesto, debido al descenso del 8º Racing Jet Wavre por motivos económicos                   |            |
| 1993/94    |            |            |            | 8          |            | Tercera A     | 29         | |            |
| 1994/95    |            |            |            | 5          |            | Tercera A     | 39         | derrota en primera ronda ronda final contra KFC Turnhout (1-0)                                                                 |            |
| 1995/96    |            |            |            | 2          |            | Tercera A     | 48         | 2º en la ronda final tras una victoria contra KFC Rita Berlaar y KFC Herentals y una derrota en la final contra FC Denderleeuw |            |
| 1996/97    |            |            | 17         |            |            | Segunda       | 26         | |            |
| 1997/98    |            |            |            | 4          |            | Tercera A     | 49         | derrota en la ronda final contra KSV Ingelmunster                                                                              |            |
| 1998/99    |            |            |            | 13         |            | Tercera A     | 37         | |            |
| 1999/00    |            |            |            | 5          |            | Tercera A     | 45         | |            |
| 2000/01    |            |            |            | 12         |            | Tercera A     | 36         | |            |
| 2001/02    |            |            |            | 7          |            | Tercera A     | 42         | |            |
| 2002/03    |            |            |            | 7          |            | Tercera A     | 39         | |            |
| 2003/04    |            |            |            | 1          |            | Tercera A     | 60         | |            |
| 2004/05    |            |            | 14         |            |            | Segunda       | 39         | |            |
| 2005/06    |            |            | 15         |            |            | Segunda       | 33         | |            |
| 2006/07    |            |            | 8          |            |            | Segunda       | 46         | |            |
| 2007/08    |            |            | 18         |            |            | Segunda       | 40         | |            |
| 2008/09    |            |            |            | 12         |            | Tercera A     | 33         | |            |
| 2009/10    |            |            |            | 14         |            | Tercera B     | 42         | |            |
| 2010/11    |            |            |            | 5          |            | Tercera B     | 61         | |            |
| 2011/12    |            |            |            | 12         |            | Tercera B     | 42         | |            |
| 2012/13    |            |            |            | 17         |            | Tercera B     | 38         | |            |
| 2013/14    |            |            |            | 6          |            | Tercera B     | 49         | |            |
| 2014/15    |            |            |            | 3          |            | Tercera B     | 67         | ascenso a Segunda |            |
| 2015/16    |            |            | 6          |            |            | Segunda       | 51         | |            |
|            | 1A         | 1B         | 1Am        | 2Am        | 3Am        |               |            | desde 2016-17 hay 3 niveles nacionales y 2 regionales                                                                          |            |
| 2016/17    |            | 4          |            |            |            | Segunda       | 35         | play-off 2A: 5º con 10 puntos                                                                                                  |            |
| 2017/18    |            | 6          |            |            |            | Segunda       | 32         | play-off 3: 3º con 20 puntos                                                                                                   |            |
| 2018/19    |            | 3          |            |            |            | Segunda       | 42         | play-off 2B: 2º con 20 puntos                                                                                                  |            |
| 2019/20    |            | 4          |            |            |            | Segunda       | 45         | competición suspendida por la pandemia de Covid-19                                                                             |            |
| 2020/21    |            | 1          |            |            |            | Segunda       | 70         | ascenso a Primera |            |
| 2021/22    | 2          |            |            |            |            | Primera       | 46         | en temporada regular Union fue 1º con 77 puntos                                                                                |            |
| 2022/23    | 3          |            |            |            |            | Primera       | 46         | |            |
| 2023/24    | 2          |            |            |            |            | Primera       | 49         | en temporada regular Union fue 1º con 70 puntos                                                                                |            |
| 2024/25    | 1          |            |            |            |            | Primera       | 56         | en temporada regular fue tercero con 56 puntos                                                                                 |            |

## Palmarés

### Torneos nacionales (16)
| Competición nacional               | Títulos | Subtítulos                                                                       |
| ---------------------------------- | --- | -------------------------------------------------------------------------------- |
| Primera División de Bélgica (12/9) | 1903-04, 1904-05, 1905-06, 1906-07, 1908-09, 1909-10, 1912-13, 1922-23, 1932-33, 1933-34, 1934-35, 2024-25 | 1902-03, 1907-08, 1911-12, 1913-14, 1919-20, 1920-21, 1921-22, 2021-22, 2023-24. |
| Copa de Bélgica (3/0)              | 1913, 1914, 2023-24.                                                                                       |                                                                                  |
| Supercopa de Bélgica (1/0)         | 2024. |                                                                                  |
|                                    | |                                                                                  |
| Segunda División de Bélgica (4/2)  | 1901, 1951, 1964, 2021.                                                                                    | 1950, 1968.                                                                      |
| Tercera División de Bélgica (3/0)  | 1976-A, 1984-A, 2004-B.                                                                                    |                                                                                  |

## Participación en competiciones europeas
| Competicion UEFA | Competicion UEFA        | Competicion UEFA | Competicion UEFA      | Competicion UEFA | Competicion UEFA | Competicion UEFA |
| Temporada        | Torneo                  | Ronda            | Club                  | Casa             | Visita           | Global           |
| ---------------- | ----------------------- | ---------------- | --------------------- | ---------------- | ---------------- | ---------------- |
| 1958–60          | Copa de Ferias          | Octavos          | Leipzig XI            | 6–1              | 0–1              | 6–2              |
| 1958–60          | Copa de Ferias          | Cuartos          | AS Roma               | 2–0              | 1–1              | 3–1              |
| 1958–60          | Copa de Ferias          | Semifinales      | Birmingham City       | 2–4              | 2–4              | 4–8              |
| 1960–61          | Copa de Ferias          | Octavos          | AS Roma               | 0–0              | 1–4              | 1–4              |
| 1961–62          | Copa de Ferias          | Primera ronda    | Heart of Midlothian   | 1–3              | 0–2              | 1–5              |
| 1962–63          | Copa de Ferias          | Primera ronda    | Olympique de Marsella | 4–2              | 0–1              | 4–3              |
| 1962–63          | Copa de Ferias          | Octavos          | Dinamo Zagreb         | 1–0              | 1–2              | 2–2 (Des. 2–3)   |
| 1964–65          | Copa de Ferias          | Primera ronda    | Juventus              | 0–1              | 0–1              | 0–2              |
| 2022–23          | Liga de Campeones       | Tercera ronda    | Rangers               | 2-0              | 0-3              | 2-3              |
| 2022–23          | UEFA Europe League      | Fase de grupos   | Malmö FF              | 3-2              | 2-0              | 5-2              |
| 2022–23          | UEFA Europe League      | Fase de grupos   | Union Berlín          | 0-1              | 1-0              | 1-1              |
| 2022–23          | UEFA Europe League      | Fase de grupos   | Sporting Braga        | 3-3              | 2-1              | 5-4              |
| 2022–23          | UEFA Europe League      | Octavos          | Union Berlín          | 3-0              | 3-3              | 6-3              |
| 2022–23          | UEFA Europe League      | Cuartos          | Bayer Leverkusen      | 1-4              | 1-1              | 2-5              |
| 2023-24          | UEFA Europe League      | Play-off         | FC Lugano             | 2-0              | 1-0              | 3-0              |
| 2023-24          | UEFA Europe League      | Fase de grupos   | Toulouse FC           | 1-1              | 0-0              | 1-1              |
| 2023-24          | UEFA Europe League      | Fase de grupos   | LASK Linz             | 2-1              | 0-3              | 2-4              |
| 2023-24          | UEFA Europe League      | Fase de grupos   | Liverpool FC          | 2-1              | 0-2              | 2-3              |
| 2023-24          | Liga Europa Conferencia | Play-out         | Eintracht Fráncfort   | 2-2              | 2-1              | 4-3              |
| 2023-24          | Liga Europa Conferencia | Octavos          | Fenerbahçe            | 0-3              | 1-0              | 1-3              |
| 2024-25          | Liga de Campeones       | Tercera ronda    | Slavia de Praga       | 0-1              | 1-3              | 1-4              |
| 2024-25          | UEFA Europe League      | Fase Liga        | Fenerbahçe            |                  | 1-2              |                  |
| 2024-25          | UEFA Europe League      | Fase Liga        | Bodo Glimt            | 0-0              |                  |                  |
| 2024-25          | UEFA Europe League      | Fase Liga        | FC Midtjylland        |                  | 0-1              |                  |
| 2024-25          | UEFA Europe League      | Fase Liga        | AS Roma               | 1-1              |                  |                  |
| 2024-25          | UEFA Europe League      | Fase Liga        | Twente                |                  | 1-0              |                  |
| 2024-25          | UEFA Europe League      | Fase Liga        | OSC Niza              | 2-1              |                  |                  |
| 2024-25          | UEFA Europe League      | Fase Liga        | Sporting Braga        | 2-1              |                  |                  |
| 2024-25          | UEFA Europe League      | Fase Liga        | Rangers               |                  | 1-2              |                  |
| 2024-25          | UEFA Europe League      | 1/16             | Ajax                  | 0-2              | 2-1              | 2-3              |